# Mitch Wilson
Mitch Wilson, született John Mitchell Wilson (Kelowna, Brit Columbia, 1962. február 15. – Brinnon, Washington, USA, 2019. május 18.) kanadai jégkorongozó.

## Pályafutása
1978 és 1995 között volt aktív jégkorongozó. Az NHL-ben 1984 és 1987 között játszott 26 alkalommal a New Jersey Devils és a Pittsburgh Penguins színeiben egy-egy idényben.